# Список губернаторов Барбадоса
Список губернаторов Барбадоса представляет собой тех, кто занимал данный пост с колонизации острова Англией в 1627, до его независимости в 1966. С 1833 по 1885, Барбадос был частью колонии Британских Наветренных островов, и губернатор Барбадоса представлял монарха во всех Наветренных островах. В 1885 году Барбадос снова стал независимой колонией.

## Губернаторы Барбадоса (1627—1833)
- Генри Пауэлл, 17 февраля 1627—1628
- Уильям Deane, 1628 — июнь 1628
- Чарльз Wolferstone, июнь 1628 — 26 февраля 1629
- Джон Пауэлл, 26 февраля 1629 — 29 августа 1629
- Роберт Уитли, 29 августа 1629 — сентябрь 1629, временно
- Сэр Уильям Tufton, 21 декабря 1629 — 16 июля 1630
- Генри Хоули, 1630 — июнь 1640
  - Ричард Пирс, 1633—1634, временно за Хоули
  - Уильям Хоули, 1638—1639, временно за Генри Хоули
- Сэр Генри Ханкс, июнь 1640—1641
- Филипп Белл, 1641—1650
- Фрэнсис Уиллоуби, 5-й Барон Уиллоуби Парэмский, май 1650—1651, in dissidence to January 1652
- Сэр Джордж Ayscue, октябрь 1651—1652
- Дэниел Searle, 1652 — июль 1660, временно
- Томас Modyford, июль 1660—1660, временно
- Хамфри Walrond, 1660 — август 1663, временно
- Фрэнсис Уиллоуби, 5-й Барон Уиллоуби Парэмский, August 1663 — 23 July 1666, restored
  - Генри Уиллоуби, 1664, временно for Лорд Уиллоуби Парэмский
- Генри Уиллоуби, июль 1666—1667, временно, второй раз
- Уильям Уиллоуби, 6-й Барон Уиллоуби Парэмский, 1667, временно
- Сэмюэл Barwick, 1667, временно
- Генри Хоули, 1667 — апрель 1667, временно, второй раз
- Уильям Уиллоуби, 6-й Барон Уиллоуби Парэмский, апрель 1667—1673
  - Christopher Codrington, 1668—1669, временно for Lord Уиллоуби Парэмский
- Сэр Питер Colleton, 1673—1674, временно
- Сэр Джонатан Atkins, 1674—1679
- Сэр Джон Witham, 1680—1683, временно
- Сэр Ричард Dutton, 1683—1685
- Эдвин Stede, 1685—1690, временно
- Джеймс Kendall, 1690—1694
- Фрэнсис Рассел, 1694—1696
- Фрэнсис Бонд, 1696 — декабрь 1697, временно
- Ральф Грей, декабрь 1697—1701
- Джон Farmer, 1701—1703, временно
- Сэр Бевил Granville, 1703—1706
- Митфорд Кроу, 1707—1710
- Джордж Lillington, 1710—1711, временно
- Роберт Lowther, 1711—1720
  - Уильям Шарп, январь 1714—1715, временно for Lowther
- Джон Frere, 1720—1721, временно
- Сэмюэл Cox, 1721—1722, временно
- Генри Worsley, 1722—1727
- Томас Catesby Paget, 1727—1731
- Джеймс Дотин, 1731, временно, первый раз
- Walter Chetwynd, 1731—1732
- Виконт Howe, 1733-29 March 1735
- Джеймс Дотин, 1735—1737, временно, второй раз
- Орландо Бриджмен, 1737—1738
- Хамфри Howarth, 1738
- Виконт Gage, 1738—1739
- Роберт Бинг, май 1739—1740
- Джеймс Дотин, 1740, временно, третий раз
- Сэр Томас Робинсон, 1742—1747
- Генри Grenville, 1747—1756
- Чарльз Пинфолд, 1756—1766
- Сэмюэл Rous, 1766—1768, временно, первый раз
- Уильям Spry, 1768—1772
- Сэмюэл Rous, 1772, временно, второй раз
- Edward Hay, 1772—1779
- Джон Дотин, 1779—1780, временно, первый раз
- Джеймс Cunninghame, 1780—1782
- Джон Дотин, 1783—1784, временно, второй раз
- David Parry, 1784—1793
- Уильям Bishop, 1793—1794, временно, первый раз
- Джордж Poyntz Ricketts, 1794—1800
- Уильям Bishop, 1800—1801, временно, второй раз
- Фрэнсис Humberstone Маккензи, 1802—1806
- Джон Spooner, 1806—1810, временно
- Сэр Джордж Beckwith, 1810—1815
- Сэр Джеймс Leith, 10 мая 1815 — 16 октября 1816
- Джон Фостер Alleyne, 1817, временно
- Лорд Combermere, 1817—1820
- Джон Brathwaite Скит, 1820, временно
- Сэмюэл Hinds, 1821, временно
- Сэр Генри Warde, 1821—1829
- Сэр Джеймс Фредерик Lyon, 1829—1833

## Губернаторы Барбадоса и Наветренных островов (1833—1885)
- Сэр Lionel Smith, 1833—1836
- Сэр Evan Джон Murray MacGregor, 1836—1841
- Чарльз Генри Darling, 1841
- Сэр Чарльз Edward Грей, 1841—1846
- Уильям Reid, 1846—1848
- Уильям MacBean Джордж Colebrooke, 1848—1856
- Фрэнсис Hincks, 1856-4 января 1862
- Джеймс Уолкер, 4 января 1862—1868
- Роусон Уильям Роусон, 1868—1875
- Sanford Freeling, 1875, временно
- Сэр Джон Pope Хеннесси, 1875—1876
- Джордж Cumine Strahan, 1876—1880
- D. J. Гэмбл, 1880, временно
- Уильям Робинсон, 1880—1885

## Губернаторы Барбадоса (1885—1966)
- Сэр Чарльз Кэмерон Лис, 1885—1889
- Сэр Уолтер Джозеф Sendall, 1889—1891
- Сэр Джеймс Шоу Хэй, 1891—1900
- Сэр Фредерик Митчелл Hodgson, ноябрь1900 — 1904
- Сэр Гилберт Томас Картер, 14 октября 1904 — 1911
- Сэр Лесли Probyn, 13 февраля 1911—1918
- Сэр Чарльз Ричард Mackey O’Brien, 27 сентября 1918—1925
- Сэр Уильям Чарльз Флеминг Робертсон, 31 декабря 1925 — 21 января 1933
- Гарри Скотт Newlands, 21 января 1933 — 12 марта 1933
- Сэр Марк Aitchison Янг, 5 августа 1933 — март 1938
- Сэр Eubule Джон Waddington, 6 августа 1938—1941
- Сэр Генри Grattan Bushe, 23 октября 1941—1947
- Сэр Hilary Рудольф Роберт Blood, 5 февраля 1947—1949
- Сэр Альфред Savage, 1 ноября 1949—1953
- Бригадир Сэр Роберт Arundell, 14 мая 1953—1959
- Сэр Джон Montague Stow, 8 октября 1959 — 29 ноября 1966